# Gloria Groove
Daniel Garcia Felicione Napoleão, mais conhecido como Gloria Groove (São Paulo, 18 de janeiro de 1995), é um cantor, compositor, ator, drag queen e dublador brasileiro. Iniciou sua carreira em 2002 no grupo Galera do Balão, nova versão da Turma do Balão Mágico. Em 2006, foi finalista do quadro de calouros Jovens Talentos, no Programa Raul Gil, pelo qual ganhou um convite para atuar na telenovela Bicho do Mato, na Record, como filho de Beatriz Segall. Na sequência, iniciou uma vasta carreira na dublagem, onde se tornou um dos principais nomes do mercado brasileiro. Em 2016, retornou à música como drag queen com a faixa "Dona", emplacando outros sucessos como "Império", "Catuaba", "Gloriosa", "Muleke Brasileiro", "Bumbum de Ouro", "Arrasta" e "Coisa Boa".

## Carreira
Daniel é filho de Gina Garcia, backing vocal do grupo Raça Negra. Aos 6 anos, Daniel começou a fazer comerciais dos salgadinhos Elma Chips. Aos 7 anos iniciou sua carreira quando fez parte do grupo Galera do Balão, nova formação do grupo musical infantil A Turma do Balão Mágico, com o qual gravou dois álbuns. Em 2006 foi um dos finalistas do quadro de calouros Jovens Talentos, no Programa Raul Gil, na Band. No mesmo ano foi indicado pelo próprio Raul Gil para um teste na telenovela Bicho do Mato, na Record, onde passou para interpretar Rui de Sá Freitas, o Ruizinho, irmão da protagonista Cecília interpretada pela atriz Renata Dominguez, que sofria frieza nas mãos avó, papel de Beatriz Segall. Desde 2005 passou a trabalhar com dublagem, dando a voz em seriados como Hannah Montana, Digimon Xros Wars, Doki, Power Rangers: Megaforce, além da franquia de filmes Descendentes. Em 2014, passou a se identificar com a cultura drag queen ao assistir o talent show RuPaul's Drag Race, no qual artistas performáticos competiam para permanecer no programa através de números interpretativos de música e dança, decidindo descobrir-se no gênero e passando a adotar o nome de Gloria Groove. Em entrevista ao portal UOL, Gloria falou sobre a descoberta: "Nunca me encaixei e me enxerguei dentro do que as pessoas esperavam para mim. Quando se olha, não se sabe se é homem, mulher, meio do caminho, se chama de ele ou de ela. Ser drag me permitiu me ver pela primeira vez como artista. Ali dentro, posso explorar o que quiser".
Em 2016, decidiu iniciar a carreira na música e chamou atenção com o lançamento da música "Dona". Com a repercussão, embarcou na turnê Dona Tour, que passou por vários estados do Brasil. Chegou a abrir os shows de drag queens de renome internacional, tais como Sharon Needles e Adore Delano. Em 3 de fevereiro de 2017, Gloria lançou seu álbum de estreia, intitulado "O Proceder". As letras são, em sua maioria, retratos de sua vida como gay e drag queen de periferia, trazendo um ponto de vista mais pessoal e contundente, como temas sobre seus relacionamentos, como em "Problema", ou grandes composições, como em "Proceder". Imediatamente após o lançamento do álbum, a cantora embarcou na turnê O Proceder Tour. Em junho, a cantora lançou o clipe de "Gloriosa", com uma letra sobre empoderamento e autoestima, utilizada pela própria cantora para superar momentos difíceis. O clipe cor-de-rosa já acumulou 3 milhões de visualizações e a música se tornou sua segunda a ultrapassar 1 milhão de reproduções no Spotify, abrindo caminho para a diva na plataforma.

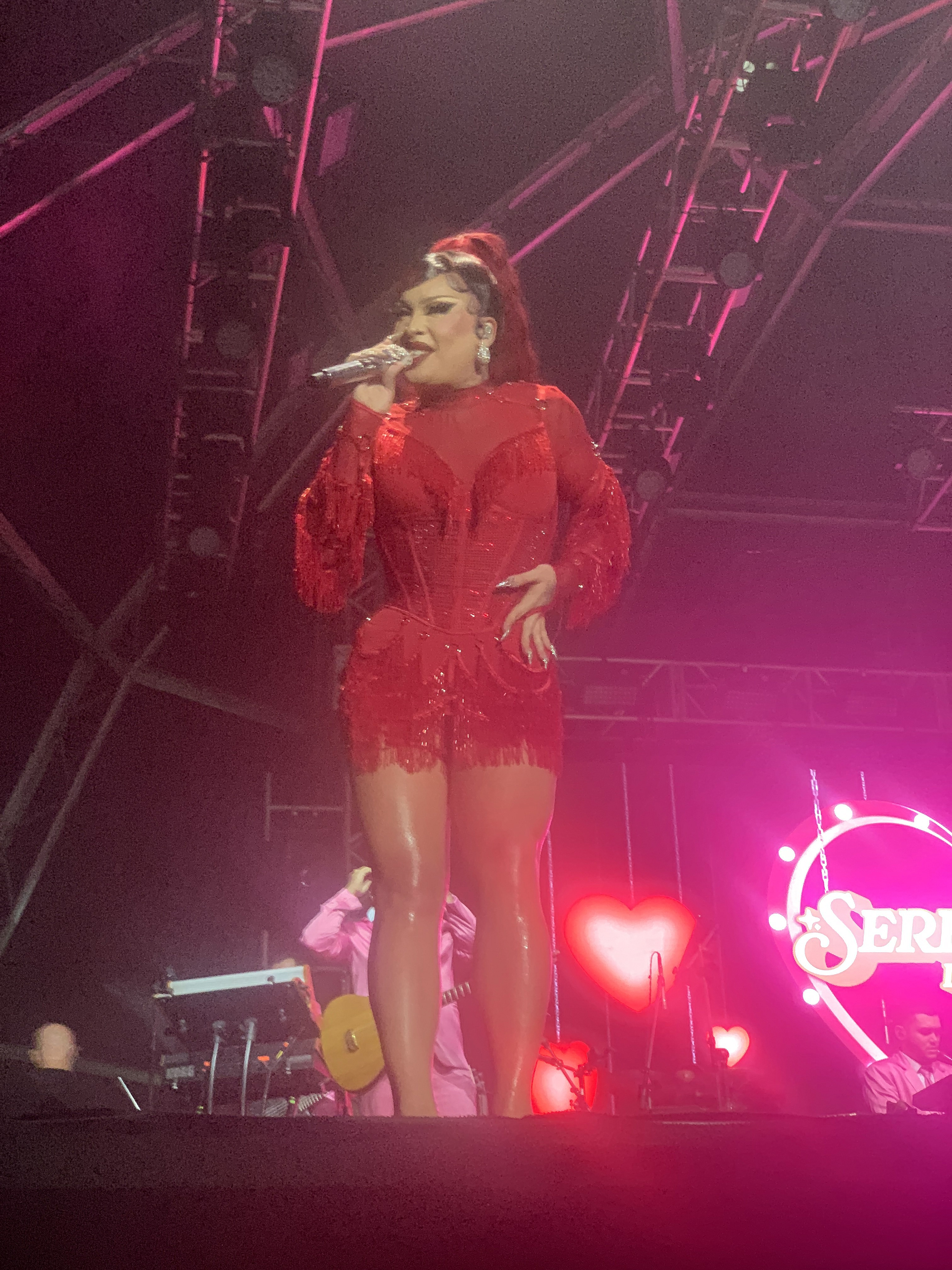
Groove apresentando-se ao vivo em Angra dos Reis com a Turnê Serenata da GG (2024)

No final de 2017, Linn da Quebrada lançou o single "Necomancia", com a participação de Gloria. Ainda no final de 2017, foi lançada "Liga o Mic", uma parceria com Guigo e Murilo. Em novembro, a cantora lançou "Muleke Brasileiro", quarto e último single do seu álbum de estreia, apontada como uma das favoritas dos seus fãs. Nesse período, também foi lançado o single "Bumbum de Ouro".
Em fevereiro de 2018, Gloria lançou o clipe de "Bumbum de Ouro", sendo esse seu maior sucesso. O videoclipe, que foi um dos assuntos mais comentados no Twitter brasileiro em seu lançamento, já ultrapassou a marca de 100 milhões de visualizações no YouTube. A música ganhou ainda mais repercussão ao entrar para a trilha sonora de Malhação: Vidas Brasileiras. Em 31 de maio, com participação do baiano Léo Santana, foi lançado o hit "Arrasta", que chegou ao topo da lista Viral Brasil do Spotify. O videoclipe, lançado em 5 de junho de 2018, com direção e roteiro de Felipe Sassi, alcançou mais de 5 milhões de visualizações em menos de um mês. A música representou uma nova fase da cantora, que dialoga menos com questões sociais diretamente e mais em gravações para fazer todo mundo dançar e cantar.
Em 2019, dublou o protagonista Aladdin na refilmagem feita pela Disney, e também cantou as músicas da trilha.
No dia 31 de dezembro de 2023, Gloria encerrou o ano se apresentando na festa de réveillon pública na Praia de Copacabana, Rio de Janeiro. Entre os artistas que se apresentaram neste dia estavam também Ludmilla, Luísa Sonza, Jorge Aragão e Teresa Cristina.

## Biografia
Nascido e criado na Vila Formosa, na Zona Leste de São Paulo, o artista provém de uma família humilde, tendo sido criado por sua mãe Gina Garcia com ajuda de sua avó e sua tia. A mãe e a tia se apresentavam cantando em bares, para complementar a renda familiar. Começou a trabalhar com arte em 2002, quando participou da nova formação do Balão Mágico. Em sua infância, cantava no coral da igreja, onde teve uma forte referência de soul e da black music já que sua mãe foi integrante durante anos do grupo musical Renascer Praise. Isso foi determinante para saber seu estilo musical.

### Vida pessoal
O cantor é casado desde 2016 com Pedro Luís.

## Arte e imagem pública
Daniel define a  "Gloria Groove" como "meio arrasto, meio rapper", e as composições de Groove variam de soul, trap, R&B e funk brasileiro. O cantor também é conhecido por interpretar e cantar como "rapper masculino" e "queer feminino"; por exemplo, o cantor faz isso nos videoclipes de "Dona", "Império", "Bumbum de Ouro",  e "Apaga a Luz". Como uma "Queer", efeminada, uma drag queen não-branca, a carreira de Groove como cantora é uma maneira de "usar minha própria voz para apontar o que há de errado no Brasil". Desde a primeira música, "Dona", Groove mostrou esse recurso com linhas sarcásticas como "Oh meu senhor / que animal é esse? / Prazer em conhecê-lo, meu nome é arte, querida".  O cantor pretende representar a comunidade LGBT: "Minha música espera significar a existência de milhares de pessoas LGBTIQ - nossa música se torna uma plataforma de amor e auto-aceitação".
Groove foi influenciada pelo hip hop desde a infância; o cantor apreciava rappers do sexo masculino, tais como Usher, mas a principal inspiração a cantar vem de rappers femininas, incluindo Lil' Kim, Missy Elliott, Nicki Minaj, Karol Conká, e Flora Matos. No começo, Groove não pretendia ser rotulada como um "drag rapper", mas depois pensou que poderia ser algo que diferencia o trabalho do cantor. Embora O Proceder fosse considerado principalmente um trabalho de rap, ele já incluía músicas que misturam rap e pop como "Muleke Brasileiro", também disse ser uma "música semelhante ao reggaeton." A música a seguir, "Bumbum de Ouro", foi considerada inteiramente pop com uma inspiração funk.  O cantor fez isso conscientemente, na esperança de alcançar um público mais amplo e era para ser o ponto de partida para o lançamento de um álbum pop.
Groove foi descrita como "ídolo" LGBT pela mídia brasileira.  A cantora foi destaque em "Rain Power", um ensaio fotográfico publicado na edição de agosto de 2017 da edição brasileira da revista Vogue. Apesar deste rótulo, a música de Groove também tem sido popular entre o público não-LGBT. Groove se identifica como pessoa não binária.

## Discografia

### Álbuns

#### Álbuns de estúdio
- O Proceder (2017)
- Lady Leste (2022)
- Futuro Fluxo (2023)

#### Álbuns ao vivo
- Lady Leste (Ao Vivo) (2023)
- Serenata da GG (Ao Vivo) (2025)

## Filmografia

### Televisão
| Ano     | Título                            | Papel                        | Notas                   | Ref.   |
| ------- | --------------------------------- | ---------------------------- | ----------------------- | ------ |
| 2006    | Programa Raul Gil                 | Participante                 | Quadro: Jovens Talentos | [ 26 ] |
| 2006    | Bicho do Mato                     | Ruy de Sá Freitas (Ruyzinho) |                         | [ 26 ] |
| 2016–17 | Amor & Sexo                       | Jurado                       | Quadro: Bishow          | [ 27 ] |
| 2020    | Nasce Uma Rainha                  | Apresentador                 |                         | [ 28 ] |
| 2021    | Show dos Famosos                  | Participante (Campeão)       | Temporada 4             | [ 29 ] |
| 2022    | TVZ                               | Apresentador                 |                         | [ 30 ] |
| 2022    | Música Boa Ao Vivo                | Apresentador                 | Temporada 9–10          | [ 31 ] |
| 2024    | MC Daleste – Mataram o Pobre Loco | Ele mesmo                    | Documentário            | [ 32 ] |
| 2025    | O Sétimo Rebelde                  | Ele mesmo                    | Documentário            | [ 33 ] |

## Dublagem

### Cinema
| Ano  | Título                         | Papel         | Notas  | Ref.  |
| ---- | ------------------------------ | ------------- | ------ | ----- |
| 2011 | Justin Bieber: Never Say Never | Justin Bieber | [ 34 ] |       |
| 2019 | Aladdin                        | Aladdin       |        | [ 7 ] |

### Televisão
| Ano           | Título                           | Papel          | Notas              | Ref.   |
| ------------- | -------------------------------- | -------------- | ------------------ | ------ |
| 2005–09       | As Aventuras de Doki             | Doki           | 2° voz             | [ 35 ] |
| 2006–11       | Hannah Montana                   | Rico Suave     |                    | [ 35 ] |
| 2010–11       | Digimon Xros Wars                | Mikey Kudo     |                    | [ 35 ] |
| 2013          | Monster High: 13 Monster Desejos | Holt Hyde      |                    | [ 35 ] |
| 2013          | 11-11 En Mi Cuadra Nada Cuadra   | Kike Calderón  |                    | [ 35 ] |
| 2013–15       | Power Rangers: Megaforce         | Jake Holling   |                    | [ 35 ] |
| 2013–18       | Princesinha Sofia                | Príncipe Hugo  |                    |        |
| 2014–16       | Casa do Hi-5                     | Ainsley Melham |                    |        |
| 2014–16       | A Xerife Callie no Oeste         | Bico           |                    |        |
| 2015          | Descendentes                     | Rei Benjamin   |                    | [ 35 ] |
| 2016–17       | Star vs. the Forces of Evil      | Justin Towers  |                    |        |
| 2017–presente | PAW Patrol                       | Chase          |                    |        |
| 2017          | Descendentes 2                   | Rei Benjamin   |                    | [ 35 ] |
| 2018–20       | The Hollow                       | Kai            |                    |        |
| 2019          | When They See Us                 | Marci Wise     | Episódio "Parte 4" |        |
| 2019          | Descendentes 3                   | Rei Benjamin   |                    | [ 35 ] |
| 2020          | Élite                            | Malick Diallo  | Temporada 3        | [ 36 ] |
| 2021          | Arlo, o Menino Jacaré            | Arlo           |                    |        |

## Turnês
| Oficiais - Turnê Dona (2016) - Turnê O Proceder (2017–2018) - Fase3 Tour (2019–2020) - Lady Leste Tour (2022–2023) - Serenata da GG Tour (2024-2025) | Promocionais - Noites de Glória (2023-2024) - Alô, Alô! Euro Tour (2024) |